# Bernd Kaufmann
Bernd Kaufmann (ur. 6 lipca 1941 w Zella-Mehlis) – niemiecki prawnik i funkcjonariusz wywiadu (płk.) Ministerstwa Bezpieczeństwa NRD.

## Życiorys
Uzyskał dyplom ukończenia szkoły średniej (1959), pełnił zasadniczą służbę wojskową w Narodowej Armii Ludowej (Nationale Volksarmee) (1959-1961), wstąpił do SED (1960), studiował prawo na Uniwersytecie Karola Engelsa w Lipsku uzyskując tytuł prawnika dypl. (Dipl.-Jur.) (1961–1965).
Od 1963 tajny współpracownik Stasi, a następnie od 1965 funkcjonariusz Wydziału AIII (legalne zabezpieczanie rezydentur w/przy przedstawicielstwach NRD w krajach zachodnich, poza RFN i USA) Głównego Zarządu Wywiadowczego MBP. W 1969 uzyskał tytuł dr praw na Uniwersytecie Lipskim, zaś w 1978 dr filologii tamże. Kontynuując służbę w organach bezpieczeństwa został funkcjonariuszem Wydziału AVII (analiza i informacja) GZW MBP (1981-), zastępcą kierownika tegoż wydziału (1982-1986), i kierownikiem Szkoły Głównego Zarządu Wywiadowczego MBP (1986-1990). Zakończył służbę w resorcie w stopniu pułkownika.